# Centro Educativo Recreativo Associação Atlética São Mateus
O Centro Educativo Recreativo Associação Atlética São Mateus, conhecido como São Mateus e chamado pelos torcedores por Associação, é um clube brasileiro de futebol de São Mateus, Espírito Santo. Foi fundado em 13 de dezembro de 1963 a partir de um time formado quase praticamente por seminaristas da Congregação Mariana, tendo por primeiro nome Associação Atlética Paroquial. Mais tarde, com a profissionalização do clube, o mesmo passa a se chamar Associação Atlética Desportiva e por fim Centro Educativo Recreativo Associação Atlética São Mateus. O nome do clube é em homenagem a cidade de mesmo nome e suas cores, azul e branco, são uma homenagem ao manto de Nossa Senhora.
Disputou o primeiro Campeonato Capixaba no ano de 1976, ficando na terceira colocação. Sagrou-se campeão capixaba em 2009 e 2011. O clube também é o maior detentor de títulos da Série B do Campeonato Capixaba, com três nos anos de 1987, 2008 e 2019.
Tem como maior artilheiro Marcelo Cabeção, que atuou no clube nas décadas de 1990 e 2000.

## História
A história da Associação Atlética São Mateus começa no dia 13 de dezembro de 1963, quando a comunidade do Sernamby se reuniu a seus líderes e decidiu iniciar a construção de um centro recreativo. Oito dias após essa reunião, o grupo conseguiu a doação de um terreno para essa obra, uma área de 16 mil m2, cedida pelo prefeito Otívio de Almeida Cunha.
A campanha teve ampla repercussão entre outras autoridades da cidade. Uma delas, o então bispo Dom José Dalvit, colocando-se a inteira disposição da comunidade do Sernamby para ajudar. Com o trabalho incontestável de vários elementos do bairro e o dinamismo de Padre Antônio Pianca, o Centro Educativo e Recreativo foi inaugurado a 5 de março de 1965. As instalações do centro contavam com três salas de aula, uma sala para a escola de datilografia e um amplo salão para reuniões e festas da comunidade.
Com o nome de Associação Atlética Paroquial e com suas camisas benzidas na Catedral de São Mateus pelo Padre Antônio Pianca, o time estreou contra o Jaguaré Futebol Clube, vencendo seu adversário por 3 a 1. Na segunda partida, dando inicio a uma rivalidade que perdura até os atuais dias, a Associação derrotou o Leão de São Marcos, de Nova Venécia por 3 a 2. Contando com o inestimável apoio do padre Antônio Pianca e o trabalho de toda a comunidade, o clube seguiu sua vida e logo conseguiu sensibilizar grande número de adeptos. Os primeiros times da Associação eram formados basicamente por seminaristas da Congregação Mariana.
No início a agremiação era dividida nos setores educação, dirigido por João Nardoto, e futebol, que contava com a direção de Walter. Nardoto permaneceu no cargo até 1968, cedendo seu posto para Belmiro Barvin, com José Carlos Almeida sucedendo Walter no futebol, ficando no cargo até 1970. Concluindo a construção do muro do estádio na sua administração, sempre com o apoio do padre Antônio Pianca, Belmiro Bravin permaneceu na presidência até 1974, sendo substituído por Ebes Lima Guimarães.
No ano de 1971, o clube, que até então se chamava Associação Atlética Paroquial, mudou de nome e passou a ser conhecido como Associação Atlética Desportiva, nome que foi utilizado até 1975, quando o então presidente Ebes Lima deu personalidade jurídica ao clube e realizou a fusão do Centro Recreativo à Associação, passando a se chamar Centro Educativo Recreativo Associação Atlética São Mateus. Também foi no ano de 1975 que o primeiro lance de arquibancadas foi construído no estádio, que atualmente é conhecido como arquibancada velha.
Nesse mesmo ano de 1975, a Associação conquistou o primeiro Campeonato do Norte do Estado, fato que o credenciou a participar do Campeonato Capixaba do ano seguinte. A final desse campeonato foi disputada no dia 31 de agosto no Estádio Joaquim Calmon em Linhares contra a Ferroviária de João Neiva. Os gols da Associação foram marcados por Pelota e Pelezinho. Nesse ano, o time base era formado por Mazinho, Joelson, Lesly, Gilberto, Gilson, Chicão, Ribon, Paulinho, Pavão, Pelezinho, Pelota, Sonha, Dirceu, Ariberto, Jorge e Rossi. Com a conquista desse ano, o São Mateus passou a ser conhecido como O Gigante do Norte. Também em 1975 o clube sagrou-se campeão do primeiro Torneio de Verão, realizado pela extinta Liden (Liga Desportiva do Norte), em finais disputadas contra o Santos de Barra de São Francisco.
No primeiro Campeonato Capixaba da Primeira Divisão que disputou, em 1976, o clube ficou em terceiro colocado, sendo eliminado nas semifinais pelo Rio Branco-ES. Neste campeonato o clube conquistou o troféu de Campeão Estadual do Interior.
Em 1979, a diretoria do clube decidiu voltar a disputar torneios amadores, por serem mais rentáveis. Nesse período o São Mateus foi tricampeão do Campeonato Estadual de Amadores (1984, 1985 e 1986) e bicampeão do Campeonato do Norte Capixaba (1984 e 1985). Nessa época, a diretoria do então presidente José Geraldo de Andrade entrou com uma ação na justiça reivindicando a posse do estádio. A justiça entendeu que era correta a reivindicação e a posse do estádio foi dada ao clube por usucapião.
Devido as conquistas no cenário amador e ao temor à camisa alvi-anil que os adversários tinham, em 1987 o clube voltou ao cenário profissional, sendo o campeão da primeira edição do Campeonato Capixaba da Segunda Divisão, retornando assim a Primeira Divisão em 1988.
O time daquele ano era: Zecão (Chico); Fumaça (Carlinhos), Amarildo, Batata e Lido; Toni, Gilson (João) e Zé Olímpio; Vando (Anselmo), Melito e Romildo; Treinador Cosme Maia. Preparador físico sargento Pacheco e massagista Jamil.

### Década de 1990
No ano de 1994, a Associação foi vice-campeã capixaba, após a Desportiva Ferroviária conquistar ambos os turnos da competição.
No ano de 1995, a Associação disputou o seu primeiro campeonato nacional, o Campeonato Brasileiro da Série C, vaga conquistada com o vice-capixaba do ano anterior. Nessa competição, a Associação foi a 89º colocada no geral, com quatro pontos conquistados, decorrentes de quatro empates.
Em 1999, disputou sua primeira Copa Centro-Oeste, aplicando a maior goleada da competição naquele ano, 8 a 0 em cima do Ivinhema-MS. Nesta competição, a Associação também teve a defesa menos vazada, com apenas 2 gols sofridos, terminando em 6º lugar.

### Década de 2000
No ano de 2000, o clube realizou a maior façanha de sua história, ao ser terceiro colocado Copa Centro-Oeste, após empatar, nas semi-finais, em ambos os jogos por 1 a 1 com o Vila Nova-GO, que conquistou a vaga por ter melhor campanha que a Associação. Vale ressaltar também que o São Mateus classificou-se às semi-finais como primeiro do seu grupo (grupo B). Neste mesmo ano, devido a esse feito, o clube passou a ser conhecido como O Pit Bull do Norte.
Após o terceiro lugar na Copa Centro-Oeste, a Associação passou por um período de estagnação, com resultados medianos no Campeonato Capixaba, o que gerou certa insatisfação da torcida.
No ano de 2005, o clube montou uma das equipes mais fortes do Capixabão, sendo terceira colocada na competição. Nesse mesmo ano, o São Mateus fechou uma parceria com o Fluminense, do Rio de Janeiro. Para comemorar a iniciativa, foi marcado um jogo amistoso entre a equipe capixaba e a categoria sub-23 do clube carioca. O São Mateus, para cerca de 5 mil pessoas, debaixo de forte chuva e com direito a apagão dos refletores venceu o Fluminense por 3 a 1.
No ano de 2006, foi montada uma equipe em parceria com uma empresa de Ibiraçu. O projeto não rendeu como esperado e o clube foi rebaixado com apenas um ponto conquistado no Campeonato Capixaba.
Após o rebaixamento em 2006 e ter ficado em quinto lugar na Segunda Divisão de 2007, o São Mateus entra como umas das equipes favoritas ao título na Segunda Divisão de 2008, conseguindo se classificar às semifinais da competição em primeiro lugar.
Nas semifinais o São Mateus enfrentou a equipe do Vitória-ES, empatando por 2 a 2 o primeiro jogo em Bento Ferreira e goleando por 3 a 0 no Sernamby, garantindo assim vaga na Primeira Divisão em 2009. Nas finais encarou o Grêmio Laranjeiras (GEL), que havia derrotado a equipe do Estrela do Norte. O primeiro jogo, no município da Serra, terminou em 2 a 2. No jogo de volta, em São Mateus, a equipe alvi-anil saiu na frente do marcador, deixando o GEL virar para 2 a 1, placar que persistia até 37 minutos do segundo tempo, quando Ferrugem empatou o jogo com um chute de fora da área. O resultado, que se manteve até o fim da partida, dando o título ao São Mateus, por ter feito melhor campanha que o GEL.
Após ser campeão capixaba da Segunda Divisão, a diretoria do São Mateus chegou a ameaçar não disputar o Campeonato Capixaba de 2009 alegando falta de recursos para a disputa da competição. Caso isso tivesse acontecido, o clube seria novamente rebaixado à Segunda Divisão. Mas faltando apenas poucas semanas para o início do Capixabão, o presidente Joelson de Oliveira incumbiu Pedro Artur (supervisor), Bartô (gerente de futebol) e Vevé (técnico) de formarem uma equipe às pressas e que era composta de jogadores desconhecidos até então no cenário capixaba. Sua proposta e principal meta era não deixar novamente o clube ser rebaixado. Mas a desconhecida equipe e que até então levantava desconfiança da torcida, realizou uma das melhores campanhas da história do Campeonato Capixaba, classificando em primeiro lugar para as semifinais na penúltima rodada, enfrentando assim o Vilavelhense, sendo derrotado no Estádio Salvador Costa por 1 a 0 e vencendo no Sernamby por 2 a 0, classificando-se assim às finais do certame estadual.
Nas finais, o São Mateus enfrentou a segunda melhor equipe da competição, o Rio Branco-ES, que vinha de um jejum de 24 anos sem ser Campeão Capixaba. No primeiro jogo, no Estádio Engenheiro Araripe para mais de 8.000 pessoas, o Rio Branco venceu pelo placar de 2 a 1, com direito até a contusão do juiz no segundo tempo.
Na partida de volta, no Sernamby, a equipe Capa Preta saiu na frente do placar, colocando uma vantagem de 2 a 0, iniciando assim uma série de eventos duvidosos por parte da equipe de Vitória.

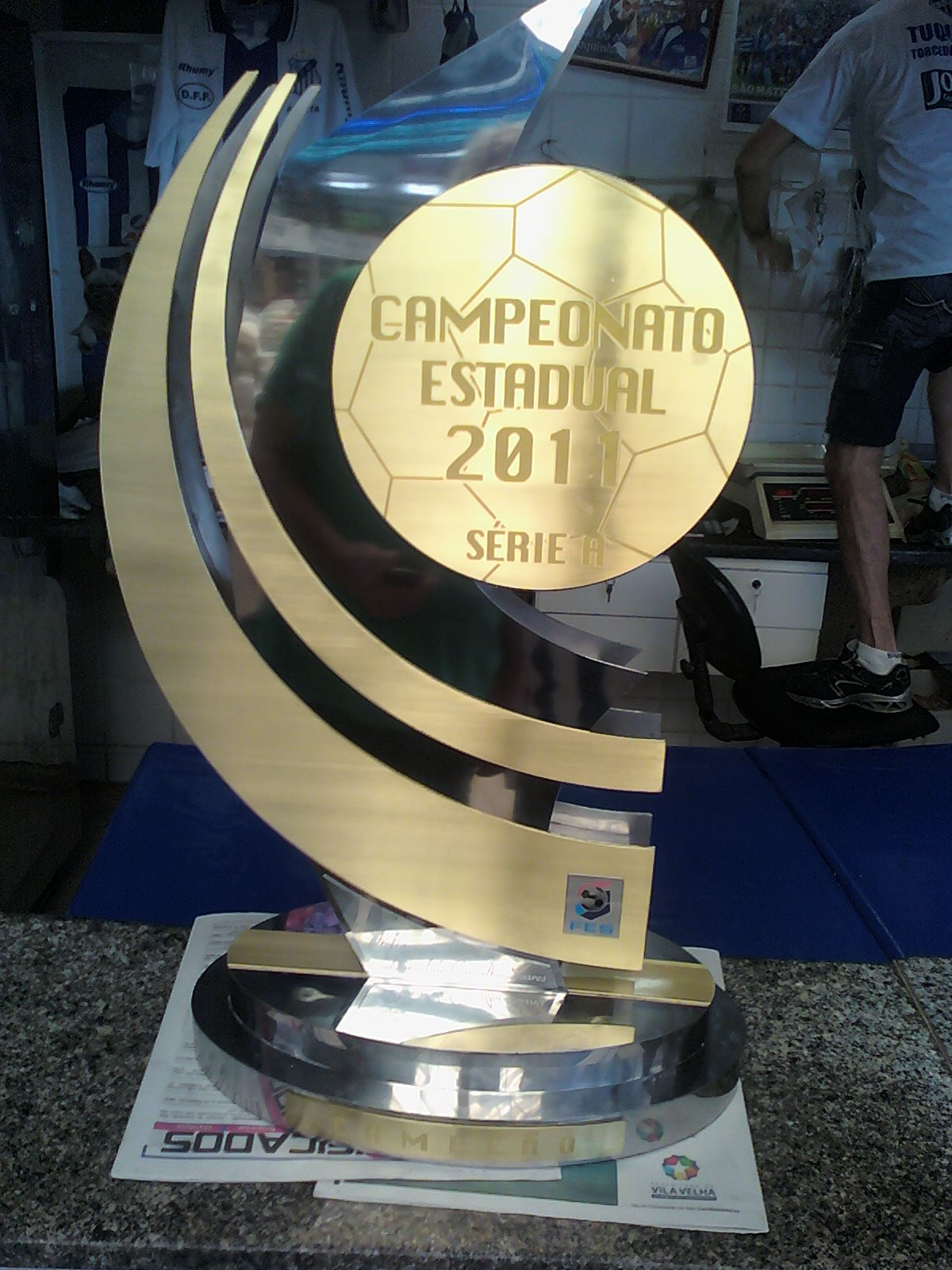
Troféu Durval Soares

Após o primeiro gol da equipe mateense a confusão se instalou e após alguns minutos de violência, o árbitro Devarly do Rosário deu continuidade a partida, que não durou muito tempo, pois exatamente após o reinício, Bombom empatou para o São Mateus, o que novamente acarretou em paralisação.
Após quase 20 minutos de vandalismo, novamente o árbitro deu continuidade ao jogo, que não continuou por muito tempo. O senhor Devarly do Rosário viu-se obrigado a encerrar a partida com apenas 16 minutos de bola rolando no segundo tempo, após o atleta do Rio Branco Elder contundir-se após cobrar um lateral.
O campeão capixaba acabou sendo decido nos tribunais. O Pleno do TJD da Federação de Futebol do Estado do Espírito Santo decidiu que o título deveria ser dado ao São Mateus pelo Artigo 33 do Regulamento Geral da Campeonato e após alguns meses, o Pleno do STJD decidiu o mesmo, sagrando definitivamente o São Mateus como campeão capixaba de 2009.
No mês de agosto, decidiu-se que o São Mateus deveria disputar a Copa Espírito Santo numa parceria com o Veneciano de Nova Venécia. Os jogos seriam mandados no Estádio Zenor Pedrosa Rocha, naquela cidade, mas os planos esbarraram na capacidade do estádio, que era de apenas 1.600 pessoas, sendo que o regulamento exigia no mínimo 2.000.

### Década de 2010
Em 2010, a equipe disputou sua primeira Copa do Brasil, contra o Remo, do Pará, sendo eliminada na primeira fase, ao ser derrotada por 2 a 1 e por 4 a 1 na partida de volta. No Campeonato Capixaba, fez uma campanha fraca, trocando de técnico três vezes e terminando a competição em oitavo colocado.
No ano de 2011, a equipe conquistou pela segunda vez o título de campeão capixaba, levando para o Sernamby o Troféu Durval Soares e tendo Vevé como técnico novamente. Devido a problemas com FES sobre a real capacidade do Sernamby, ambas as finais foram realizada no Estádio Justiniano de Melo e Silva em Colatina, já que no regulamento exigia capacidade mínima de 5.000 pessoas para a final do campeonato. No primeiro jogo o placar foi de 1 a 1, mas na segunda partida o São Mateus venceu a equipe do Linhares por 2 a 0.
No Campeonato Capixaba de 2018, São Mateus termina na última colocação e é rebaixada à Série B.
Na Série B de 2019, o São Mateus conquistou o terceiro título de sua história em final contra o rival do norte Linhares na disputa por pênaltis no Estádio Sernamby. Tornando-se assim o maior campeão da história da Série B. Com o título conquistou o acesso à Série A.

### Década de 2020
No Capixabão de 2020, o São Mateus é eliminado pelo Rio Branco VN nas quartas de finais.
Na penúltima colocação no Campeonato Capixaba de 2021, o São Mateus é rebaixado à Série B.

## Títulos
| REGIONAIS               | REGIONAIS                                        | REGIONAIS | REGIONAIS         |
|                         | Competição                                       | Títulos   | Temporadas        |
| ----------------------- | ------------------------------------------------ | --------- | ----------------- |
|                         | Taça da Amizade                                  | 1         | 1988              |
| ESTADUAIS               |                                                  |           |                   |
|                         | Competição                                       | Títulos   | Temporadas        |
|                         | Campeonato Capixaba                              | 2         | 2009 e 2011       |
|                         | Campeonato Estadual do Interior                  | 1         | 1976              |
|                         | Campeonato Capixaba - Série B                    | 3         | 1987, 2008 e 2019 |
|                         | Torneio Início                                   | 1         | 2003              |
| Outras Conquistas       |                                                  |           |                   |
|                         | Competição                                       | Títulos   | Temporadas        |
|                         | Campeonato Estadual de Futebol Amador            | 3         | 1984, 1985 e 1986 |
|                         | Copa Norte Capixaba                              | 3         | 1975, 1984 e 1985 |
|                         | Campeonato Centro-Norte                          | 2         | 1984 e 1985       |
|                         | Torneio de Verão                                 | 1         | 1975              |
|                         | Torneio 1 de maio                                | 1         | 1994              |
|                         | Taça Cinquentenário de A Gazeta                  | 1         | 1978              |
|                         | Taça Cidade de São Mateus                        | 1         | 2004              |
| Divisões de Base        |                                                  |           |                   |
|                         | Competição                                       | Títulos   | Temporadas        |
| Espírito Santo (estado) | Campeonato Capixaba de Futebol Sub 20            | 1         | 2013              |
| Espírito Santo (estado) | Copa A Gazetinha Sub 19                          | 1         | 1978              |
| Brasil                  | Taça Nacional São Mateus Sub 17                  | 2         | 2000 e 2001       |
| Espírito Santo (estado) | Copa Espírito Santo Sub-15                       | 1         | 2016              |
| Espírito Santo (estado) | Copa Espírito Santo Sub-17                       | 1         | 2016              |
| Espírito Santo (estado) | Campeonato Capixaba de Futebol Sub 17            | 2         | 2003 e 2012       |
| Espírito Santo (estado) | Copa A Gazetinha Sub 17                          | 1         | 1995              |
| Espírito Santo (estado) | Campeonato Capixaba de Futebol Sub 17 da Série B | 2         | 1982 e 1988       |
| Espírito Santo (estado) | Campeonato Capixaba de Futebol Sub 15            | 1         | 2013              |
| Brasil                  | Búzios Cup sub 15                                | 1         | 2012              |

### Campanhas de destaque
- Copa Centro-Oeste: (1999 e 2000)

## Estatísticas

### Participações
|  | Participações em 2024 |

| Competição              | Competição          | Temporadas | Melhor campanha             | Estreia | Última | P | R |
| Espírito Santo (estado) | Campeonato Capixaba | 33         | Campeão (2009 e 2011)       | 1976    | 2021   |   | 3 |
| Espírito Santo (estado) | Série B             | 7          | Campeão (1987, 2008 e 2019) | 1987    | 2024   | 3 |   |
| Espírito Santo (estado) | Copa Espírito Santo | 5          | Semifinal (2012)            | 2008    | 2023   |   |   |
| Brasil                  | Série C             | 1          | 90º colocado (1995)         | 1995    | 1995   | – | – |
| Brasil                  | Série D             | 1          | 40º colocado (2011)         | 2011    | 2011   | – |   |
| Brasil                  | Copa do Brasil      | 2          | 1ª fase (2010 e 2012)       | 2010    | 2012   |   |   |

### Participações em competições nacionais
- 1995 -  Campeonato Brasileiro - Série C - 90º Lugar
- 1999 -  Copa Centro-Oeste - 7º Lugar.
- 2000 -  Copa Centro-Oeste - 3º Lugar
- 2008 -  Copa do Brasil de Futebol Sub-17 - Eliminado na Primeira Fase
- 2009 -  Copa do Brasil de Futebol Sub-17 - Eliminado na Primeira Fase
- 2010 -  Copa do Brasil - 58º Lugar
- 2011 -  Campeonato Brasileiro - Série D - 40º Lugar

## Símbolos

### Escudo
Ao longo se sua história, o São Mateus possui cinco escudos. O primeiro foi utilizado no período que compreende os anos de 1963 até o ano de 1970. A alteração do modelo do escudo se deu em decorrência da alteração do nome do clube, que deixava de se chamar Associação Atlética Paroquial para se chamar Associação Atlética Desportiva.
O segundo brasão foi utilizado no período de 1970 até 1975. A mudança foi necessária pois novamente o clube mudara de nome em decorrência da fusão com o Centro Recreativo, passando então a ser conhecido pelo atual nome. O terceiro escudo foi utilizado de 1970 até o ano de 2009.
No ano de 2009, em função das conquistas do clube nesse período, fora adicionadas três estrelas ao escudo, que significavam o título capixaba de 2009 (a estrela central) e os dois títulos da série B do campeonato capixaba conquistados em 1987 e 2008 (as outras duas estrelas).
No ano de 2011, com a conquista do título capixaba do ano em questão, foi adicionada mais uma estrela ao escudo.

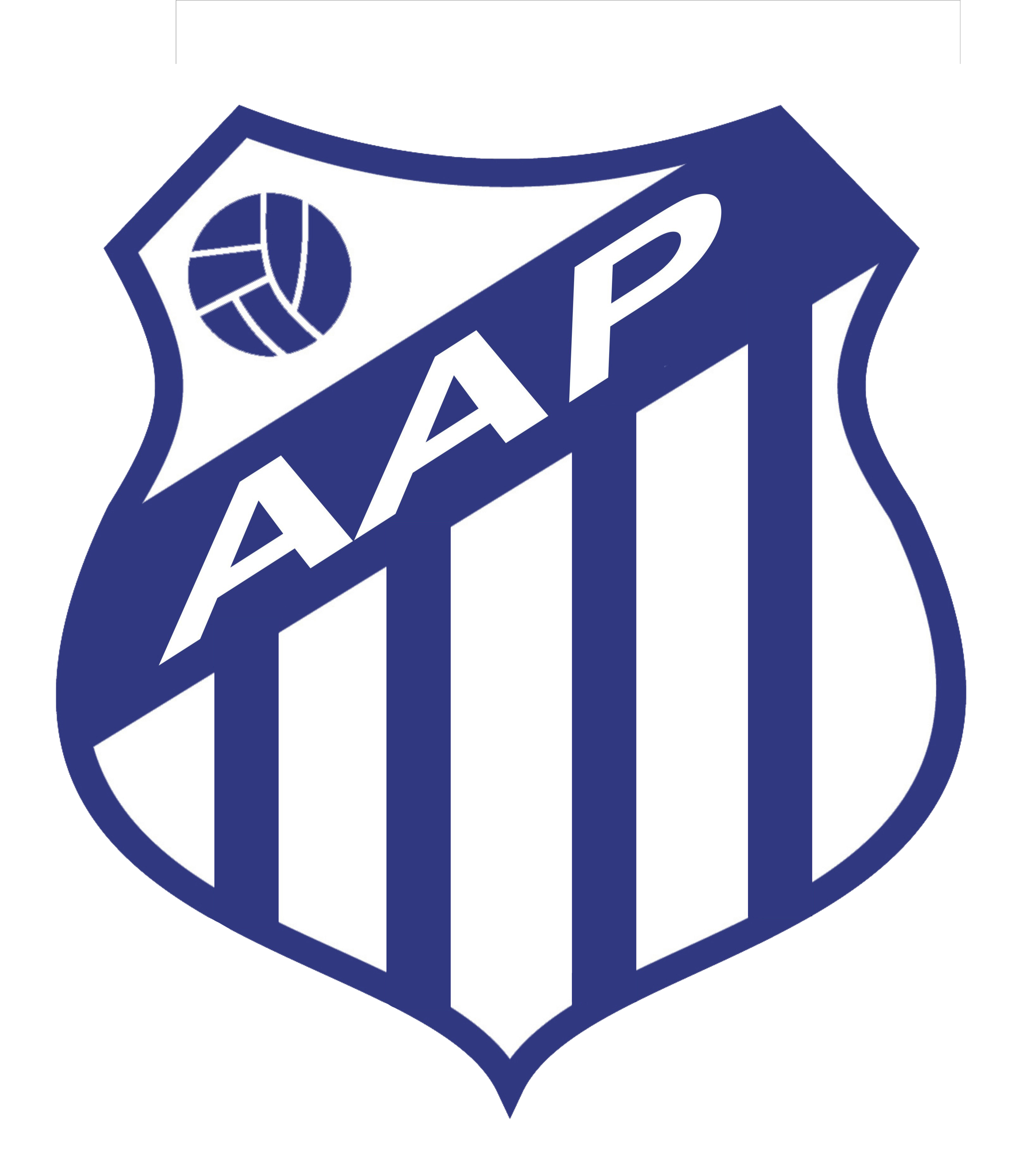
1º escudo do clube
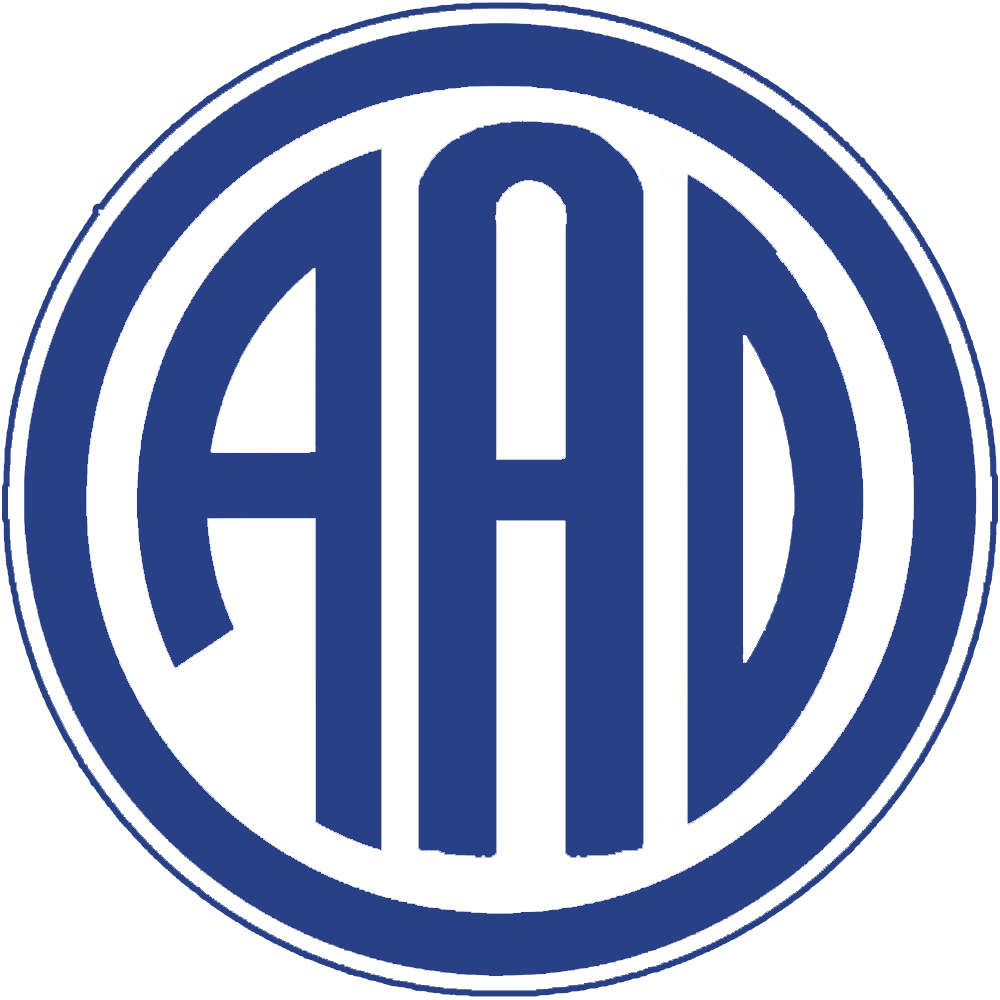
2º escudo do clube
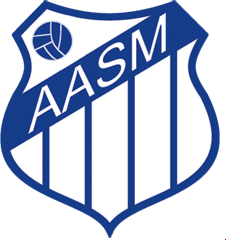
3º escudo do clube
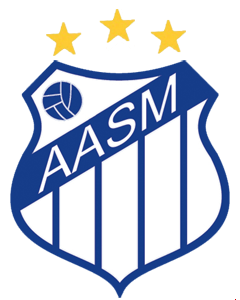
4º escudo do clube
5º escudo do clube

## Estádio do Sernamby

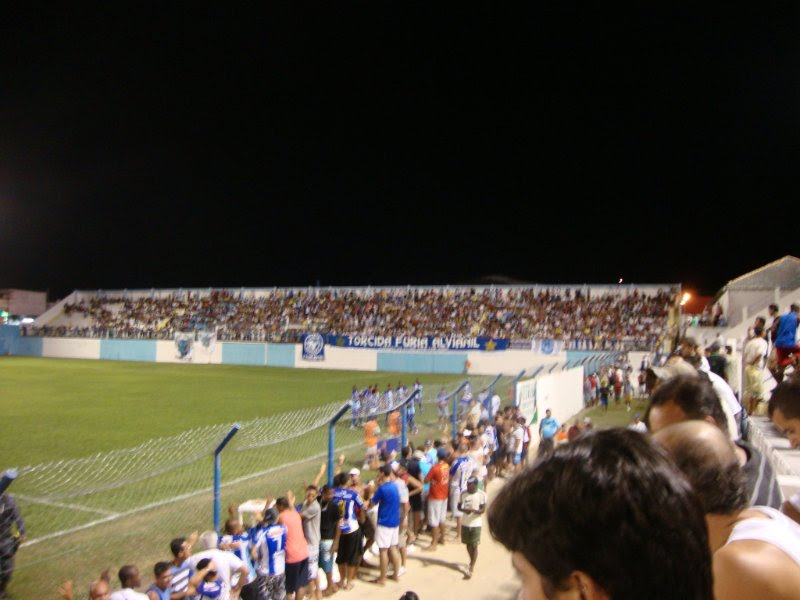
Estádio Sernamby

O Estádio Manoel Moreira Sobrinho, mais conhecido como Estádio do Sernamby é um estádio de futebol com capacidade para 4.500 pessoas, localizado no Bairro Sernamby.